# Cyneoterpna wilsoni
Cyneoterpna wilsoni är en fjärilsart som beskrevs av Felder 1875. Cyneoterpna wilsoni ingår i släktet Cyneoterpna och familjen mätare. Inga underarter finns listade i Catalogue of Life.

## Bildgalleri

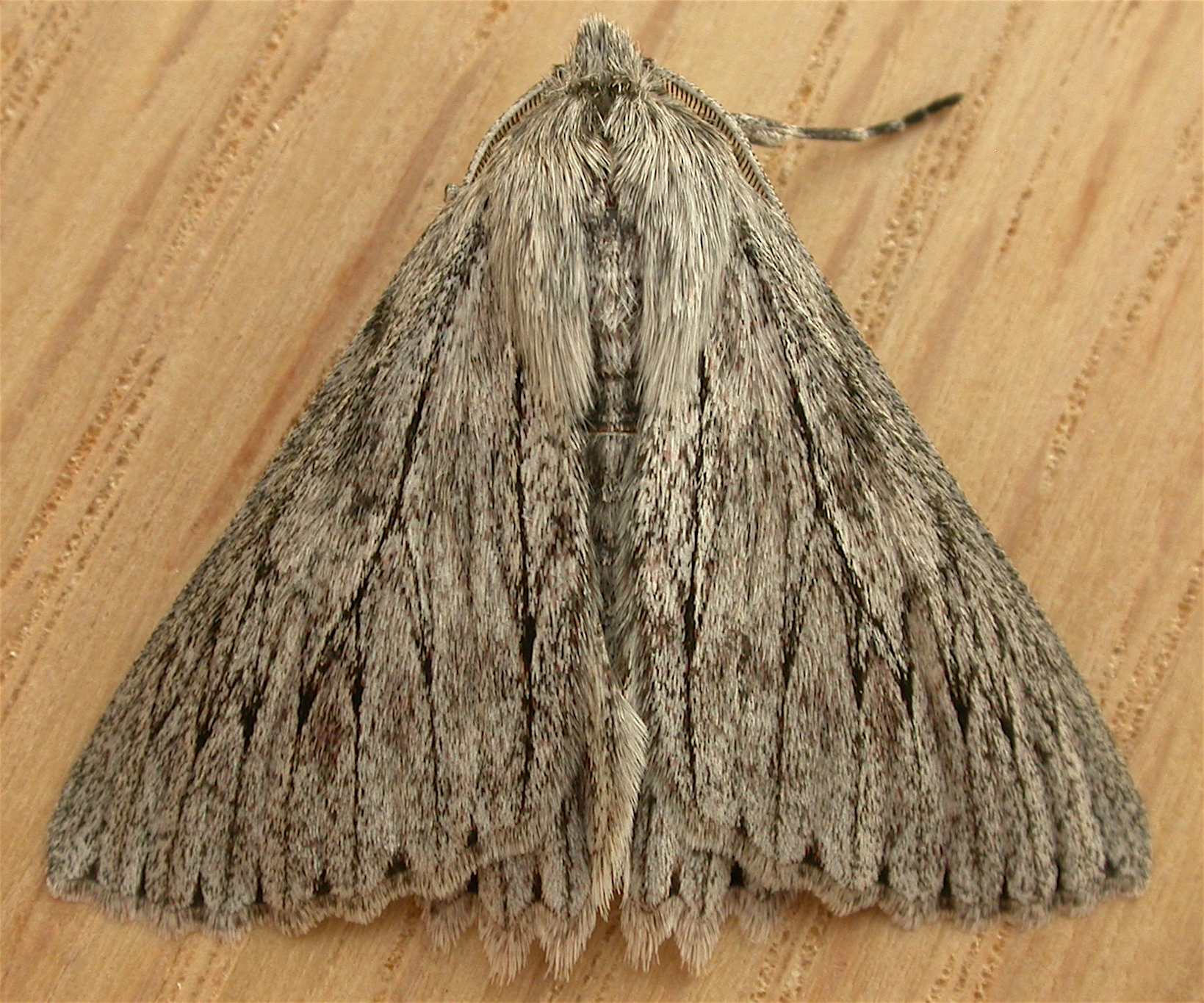
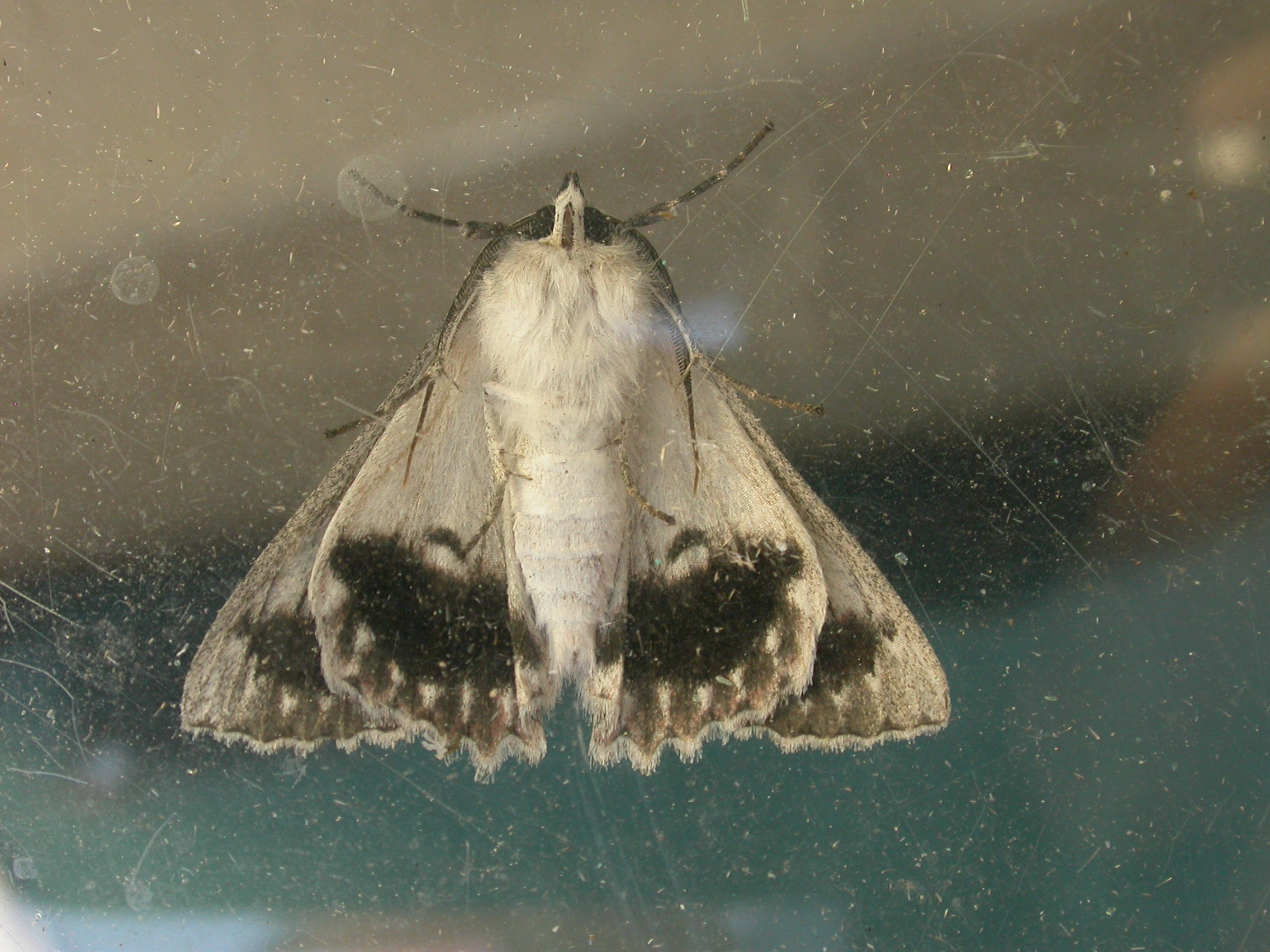